# نظریه‌های اقتصاد سیاسی
اقتصاد سیاسی در ابتدا عبارتی برای مطالعهٔ تولید، خرید و فروش و رابطهٔ آن‌ها با قانون و حکومت و توزیع درآمد ملی و دستمزد بود . از ثروت ملل آدام اسمیت در سال ۱۷۷۶ تا اصول اقتصاد سیاسی جان استوارت میل در سال ۱۸۴۸ به چیزی که ما هم‌اکنون «علم اقتصاد» می‌نامیم، اقتصاد سیاسی می‌گفتند. در واقع اقتصاد سیاسی از کلمهٔ یونانی «oikos» به معنی خانه و «nomos» به معنی قانون گرفته شده بود.
امروزه اقتصاد سیاسی ممکن است به چیزهای بسیار متفاوت، از جمله تجزیه و تحلیل مارکسی، اعمال رویکرد انتخاب عمومی نشأت گرفته از مکتب شیکاگو و مکتب ویرجینیا، و به بیان ساده‌تر، توصیه‌هایی در مورد سیاست کلی اقتصادی یا هدف‌های خاص، که به وسیلهٔ اقتصاددانان به دولت یا عموم داده می‌شود، گفته می‌شود.
اگرچه اقتصاد سیاسی جدید علاقه‌ای زیادی به این سؤال دارد که چگونه سیاست‌ها بر روی نتایج اقتصادی اثر می‌گذارند ، اما بیشتر به وسیله روش مواجه شدن با این سؤال تعریف می‌شود . مخصوصاً بخش بزرگی از آن به وسیله به کار بردن ابزارهای رسمی و فنی تحلیل اقتصاد مدرن برای توجه کردن به اهمیت سیاست‌ها برای اقتصاد است.

## اقتصاد سیاسی در مکتب کلاسیک
مطالعه در مورد اقتصاد سیاسی کلاسیک به دو بخش تقسیم می‌شود:
1. بحث در دفاع از خودتنظیمی بازار
2. نظریه ی ارزش و توزیع

بخش اول به ماهیت نظام بازار و رابطه اش با بازار مربوط می‌شود و بخش دوم به تولید و استفاده از مازاد اقتصادی مربوط می‌شود. اصطلاح اقتصاد سیاسی به رویکرد کلاسیک به معنی نظام برآوردن نیازهای شخصی متشکل از عامل‌های خصوصی مستقل است.
اساساً اقتصاد دانان کلاسیک نقش مهمی در معرفی و بسط دو مفهوم بنیادی داشتند. یعنی جدایی‌پذیری اقتصاد و تقدم قلمرو اقتصادی.
آدام اسمیت پیدایش جامعه متمدن را نتیجه رفتار منفعت طلبانه و نه حاصل برنامه‌ریزی مشخص برای یک فرایند سیاسی یا کارگزاری دولتی به وجود آمده توسط آنها، می‌دانست.

مارکس این ایده را جلوتر برد. او فرآیندهایی را توصیف کرد که تغییرات دورانی، از روش‌های تولید، روابط اجتماعی و شیوه‌های زندگی به وجود آمدند و همگی پیامدهای ناخواسته تعقیب سود شخصی بوده‌اند.
پیدایش اقتصاد سیاسی به تنزل مرتبه سیاست و ترفیع بخش غیر سیاسی زندگی مدنی کمک کرد. تنزل مرتبه سیاست را هیچ چیزی بهتر از استفاده دست نامریی آدام اسمیت نمی‌توانست بیان کند. 
استوارت می‌کوشد دو مفهوم مهم را با هم ترکیب کند. اول آنکه تغییر از نیروها و فرآیندهای درونی جامعه پدید می‌آید و نه با تصمیم دولت. دوم آنکه برای دولت در شناخت لزوم آن تغییرات و هدایت جامعه از طریق آن‌ها نقش قایل است.

## اقتصاد سیاسی مارکسی
مارکسیستها امر سیاسی را در جدایی جامعه مدنی از عرصه عمومی (محدود کردن حقوق و برابری به عرصه عمومی)، فرآیندهای طبقاتی که به وسیله آن ارزش اضافی در نظام سرمایه‌داری تصرف می‌شود، نقش دولت در اداره کردن منافع و امور سرمایه، تضمین‌های سیاسی حقوق مالکیت، فعالیت‌های انقلابی برای تغییر دادن نهادهای سیاسی سرمایه‌داری و چانه زنی بین نیروی کار و سرمایه برای کنترل مازاد اقتصادی مشاهده کردند.

## اقتصاد سیاسی نئوکلاسیک
نظریه نئوکلاسیک که در پایان قرن نوزدهم رواج یافت، هنوز از ابداع مکتب کلاسیک استفاده می‌کند ولی چارچوب تحلیلی کلاسیک‌ها را به کار نمی‌برد. به جای آن در مورد مسئله ماهیت و هدف اقتصاد بازار، فلسفه مکتب اصالت مطلوبیت را به کار می‌برد. نئوکلاسیک‌ها اقتصاد را بر مبنای ایده عدم کارایی بازار تعریف می‌کنند. از نظر مکتب نئوکلاسیک، اقتصاد به معاملات خصوصی طالب بیشینه‌سازی مطلوبیت گفته می‌شود و سیاست، به کار بردن قدرت دولتی برای همان هدف مطلق گفته می‌شود.

## اقتصاد سیاسی کینزی
رویکرد کینزی ادعاهای متداول در میان متفکران کلاسیک و نئوکلاسیک در مورد خود تنظیمی بازار را به نقد می‌کشد. او این ادعا را که نظام بازار بدون نظارت دولت می‌تواند امکانات بالقوه مولد جامعه را کاملاً مورد استفاده قرار دهد، زیر سؤال می‌برد. رویکرد کینزی به بی‌ثباتی فرایند بازتولید و رشد در اقتصاد سرمایه‌داری می‌پردازد. کینز هم ضد مفهوم تعادل، که مشخصه اقتصاد اواخر قرن نوزدهم و اوایل قرن بیستم بود و هم ضد مفهوم دست نامریی مورد علاقه آدام اسمیت استدلال می‌کرد.
اقتصاددانان پیرو مکتب کینزی این استدلال را می‌پذیرند که اقتصادهای سرمایه‌داری اگر به حال خود رها شوند، از تمامی منابع موجودی که در اختیار دارند بهره‌برداری نخواهند کرد. این شکست، مداخلهٔ دولت را ضروری می‌سازد. به این ترتیب، بی‌ثباتی اقتصاد سرمایه‌داری، فرضیهٔ دست نامرئی و نیز پیامدهایی که این فرضیه برای اقتصاد سیاسی دارد را مورد تردید قرار می‌دهد. این امر به استدلال‌هایی به نفع سیاست گذاری‌های حکومتی با هدف تضمین یک فرآین باثبات و میزان کافی اشتغال منجر خواهد شد.

## نظریه‌های عدالت مدار
برای تعریف نظام بازار می‌توانیم از مفهوم عدالت کمک بگیریم که شامل یک سری اصول نظم دهندهٔ اجتماعی می‌شود. این اصول از مفهوم آدمیت نتیجه می‌شوند. در واقع نظریه‌های عدالت مدار اقتصاد سیاسی به داوری میان خواسته‌ها ی انسان و نهادهای مبتنی بر بازار می‌پردازد. پیچیدگی مفهوم انسان و تنوع و تفاوت خواسته‌هایش باعث می‌شود که ما با مجموعه ای از نظریه‌های عدالت مدار رو به رو باشیم که در هر یک به شکل متفاوت از دیگری به مفهوم انسان و آدمیت توجه شده‌است.
رویکردهای عدالت مدار اصول اساسی قضاوت کردن در مورد نهادها را مقدم بر هر رایزنی سیاسی یا محاسبه اقتصادی می‌دانند.
برای نمونه به بررسی سه رویکرد از رویکردها ی عدالت مدار می‌پردازیم:

### رویکرد آزادی خواهانه
در این رویکرد بازار‌ها نقش تولید و چرخش ثروت را به عهده دارند و دولت تنها به دفاع از مالکیت و اجرای عدالت می‌پردازد. نقش دولت در حفظ امنیت نظام مالکیت و دفاع از حق مالکیت کسانی که دارایی‌هایشان را از طریق قانونی به دست آورده‌اند باعث می‌شود که دولت نقشی فعال در امور اقتصادی ایفا کند. بنابر این نمی‌توانیم بگوییم که یک دولت آزادی‌خواه یک دولت منفعل است.
در این دیدگاه استقلال را به گونه ای تعریف می‌شود که می‌توان آن را به عدم وابستگی متقابل پیوند زد. همچنین آزادی خواهان شرافت و آدمیت را از جنبهٔ اجتماعی آن تعیین نمی‌کنند. آن‌ها معتقدند شرافت جامعه تنها به منظور حمایت و پیشبرد شرافت فرد به وجود آمده‌است.
به‌طور کلی می‌توانیم بگوییم که رویکرد آزادی خواهانه مخالف مداخله دولت در زندگی اقتصادی است و وجود یا عدم وجود قوانین اقتصاد سیاسی بر دولت تأثیری ندارد.

### رویکرد قراردادی
این رویکرد که در تعیین اصول اساسی عدالت و نتایج حاصل از آن با رویکرد آزادی خواهانه متفاوت است توسط جان راولز ارائه شده‌است. راولز معتقد است تمامی ارزش‌های اجتماعی از جمله درآمد، ثروت، آزادی و مواردی از این قبیل باید به‌طور مساوی تقسیم شوند مگر اینکه این عدم برابری به نفع همه باشد. راولز در بیان «اصل تفاوت» (difference principle) به ای نکته اشاره می‌کند که نابرابری باید برای فقرا هم سودمند باشد. او همچنین نشان می‌دهد که اگر به شهروندان فرصت داده شود آن‌ها زندگیشان را بر اساس سازگاری دو اصل تفاوت و اصل شهروندی اداره می‌کنند.
به‌طور کلی رویکرد قرار دادی از سنت سیاست زدایی اقتصاد (که شروعش با اقتصاددانان کلاسیک بود) پیروی می‌کند. این رویکرد مانند رویکرد آزادی خواهانه تا حدودی موافق تقدم فرد بر جامعه است و می‌توانیم بگوییم که در شرایط وابستگی متقابل اجتماعی از رویکرد آزادی خواهانه جلوتر است. همچنین رویکرد قرار دادی برخلاف رویکرد آزادی خواهانه به آزادی سیاسی و قوانین اجتماعی پایبند است.

### رویکرد هگلی
ین رویکرد بر خلاف دو رویکرد قبل عدالت را به وابستگی متقابل افراد مرتبط می‌سازد و بر تعیین اجتماعی افراد تأکید می‌کند. هگل (۱۸۲۱) در این رویکرد در مورد مداخله اقتصاد مطابق با اصول فرصت برابر و حرمت برابر قضاوت می‌کند.